# Francique ripuaire
Pour les articles homonymes, voir Francique.
Le francique ripuaire (autonyme : Ripoarisch ; en allemand : Ripuarisch ou Ripuarisch Platt) est un dialecte moyen-allemand occidental du rameau moyen-francique. Il est apparenté au francique mosellan. Le francique ripuaire est parlé en Allemagne, en Belgique et aux Pays-Bas.  

## Présentation
Son aire coïncide pour l'essentiel avec le Land de Rhénanie-du-Nord-Westphalie, mais déborde cependant sur la partie orientale de la Belgique et du Limbourg aux Pays-Bas (environs de Kerkrade) :
- au nord, la ligne de Benrath, qui traverse Düsseldorf, marque la limite traditionnelle entre les parlers bas allemands et moyen allemands ;
- au sud, la limite de l'aire ripuaire coïncide approximativement avec la frontière qui sépare le Land de Rhénanie-du-Nord-Westphalie de celui de Rhénanie-Palatinat ;
- à l'ouest, elle passe entre Eupen et Aix-la-Chapelle mais a Eynatten, La Calamine, Hauset et Raeren dansl'aire du ripuaire.
- à l'est, elle passe aux environs de la ville de Siegen.

Sa variété la plus connue est le Kölsch , dialecte de Cologne. Les dialectes appartenant au groupe du Ripuaire sont presque toujours désignés, dans leurs propres langues, par le terme de Platt, ainsi du Öcher Platt (de Aix-la-Chapelle), de l'Eischwiele Platt (de Eschweiler), du Kirchröadsj Platt (de Kerkrade), du Bocheser Platt (de Bocholtz) ou encore du Bönnsch Platt (de Bonn). La majorité des cent un dialectes du francique ripuaires sont liés à un village ou à une commune spécifique. La plupart du temps, il y a peu de différences entre les dialectes voisins (différences cependant bien repérables par les locuteurs locaux). Ces distinctions deviennent de plus en plus importantes au fur et à mesure de l'éloignement. Elles sont matérialisées par un faisceau d'isoglosses appelé en linguistique l'éventail rhénan. La façon de parler des individus, même quand ils n'utilisent pas le ripuaire, permet de déterminer le village ou le quartier où ils ont appris à parler.